# 2021년 FIFA 비치사커 월드컵
2021년 FIFA 비치사커 월드컵은 2021년 8월 19일부터 8월 29일까지 러시아에서 개최된 FIFA 비치사커 월드컵의 21번째 대회이다.
최종적으로 러시아 비치사커 대표팀이 우승하였다.

## 이전/이후 대회
- 이전 - 2019년 FIFA 비치사커 월드컵
- 이후 - 2024년 FIFA 비치사커 월드컵